# Campagnano di Roma
Campagnano di Roma is een gemeente in de Italiaanse provincie Rome (regio Latium) en telt 11390 inwoners (31-12-2020). De oppervlakte bedraagt 46,1 km², de bevolkingsdichtheid is 177 inwoners per km².

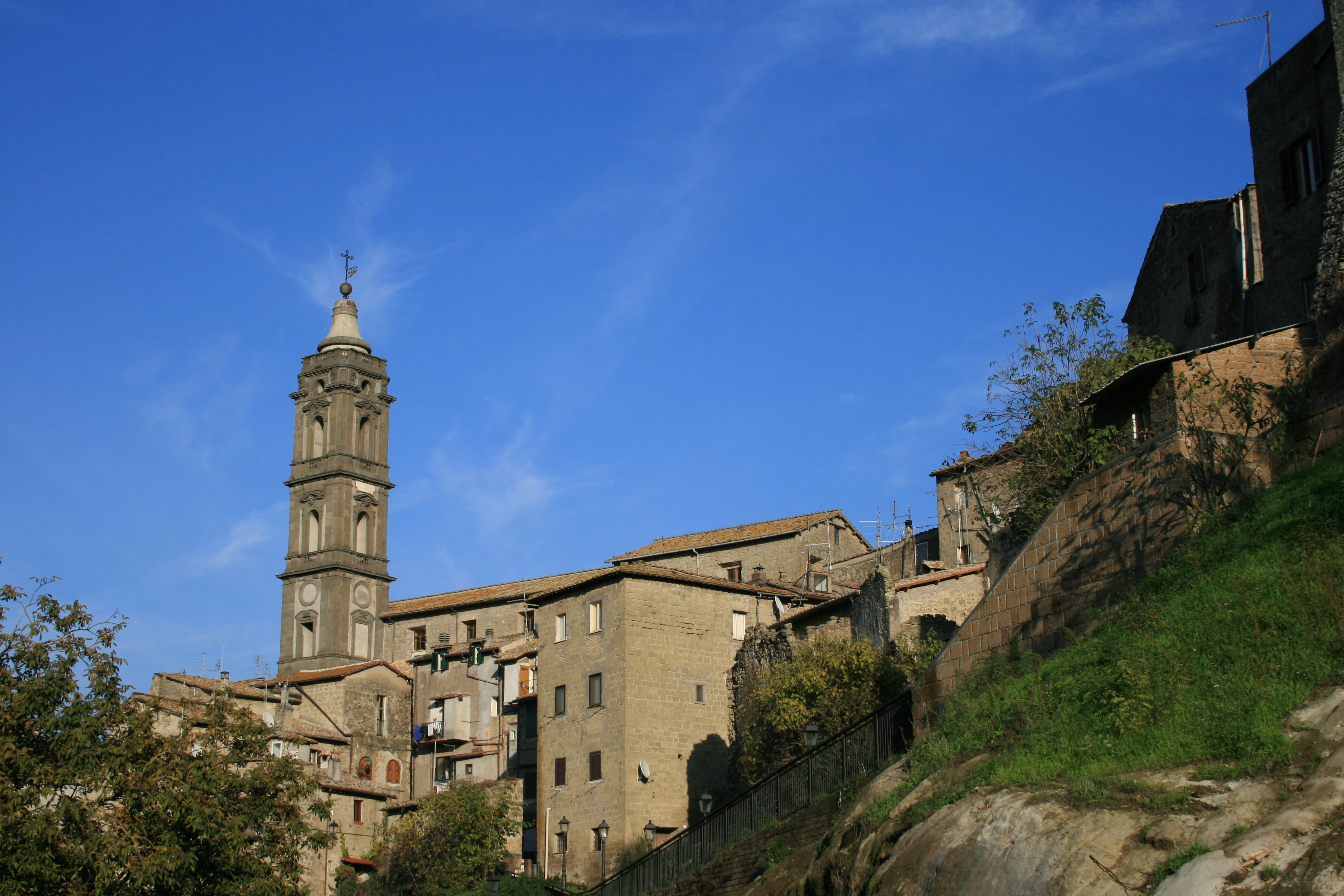
Centrum van Campagnano di Roma
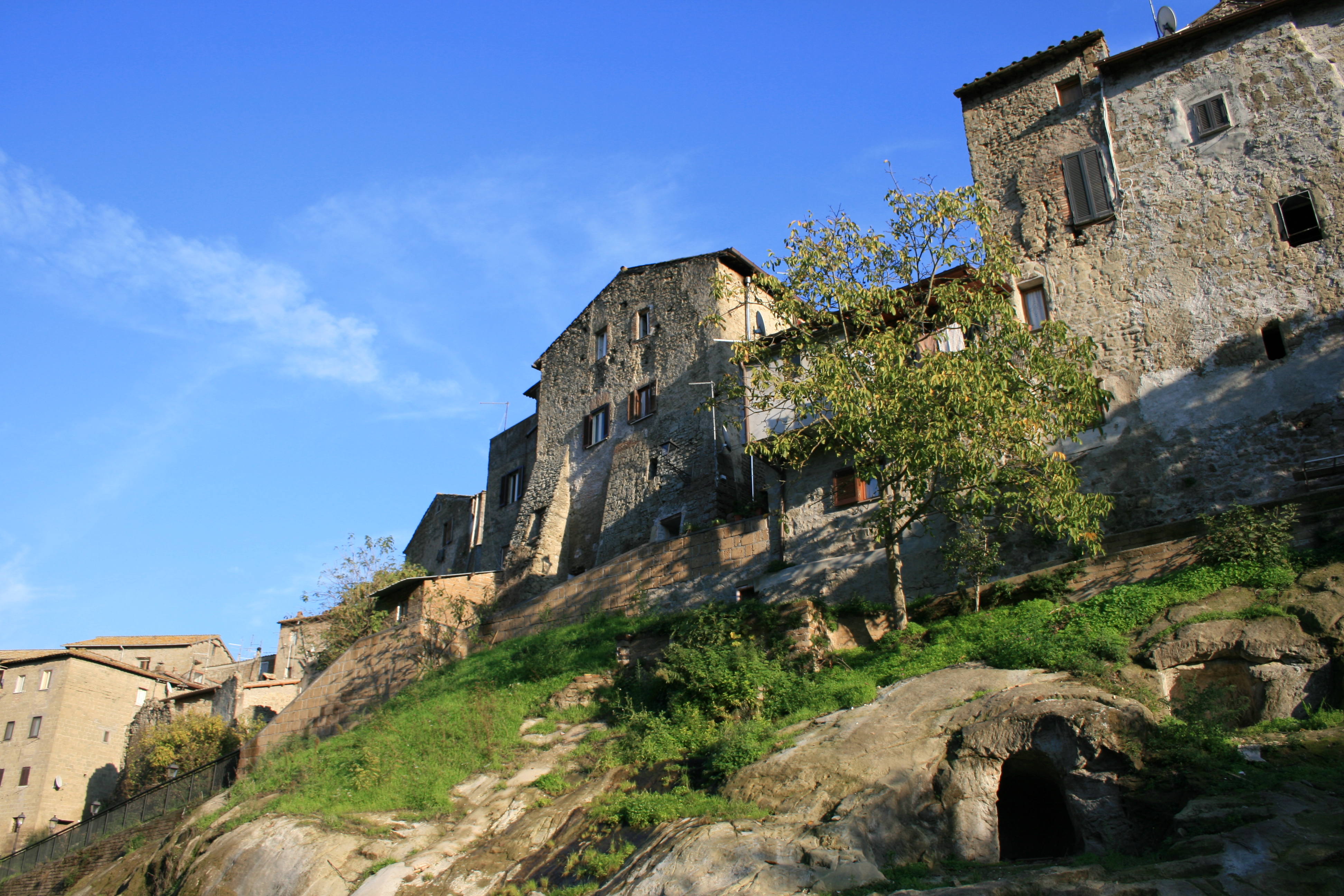
Centrum van Campagnano di Roma
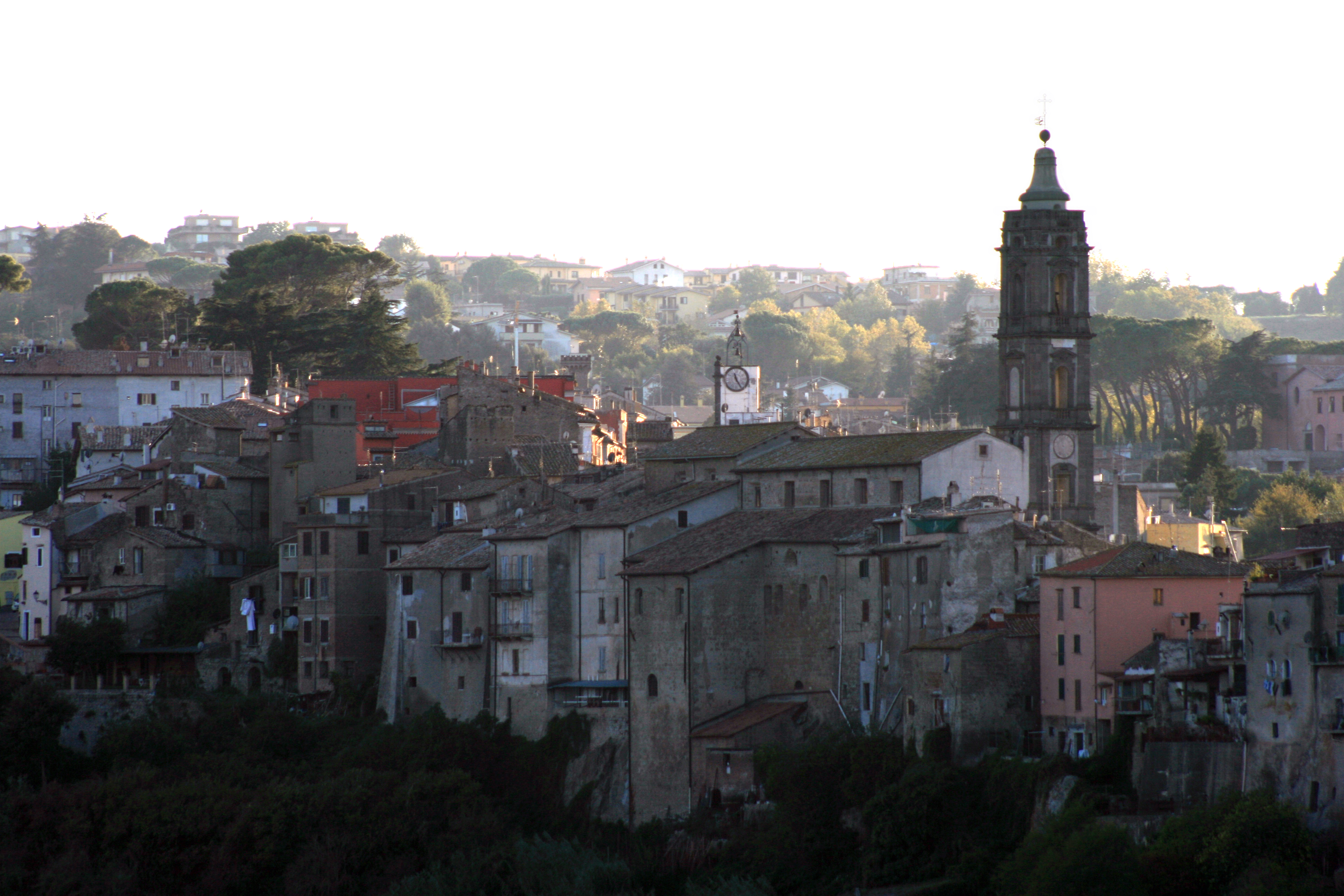
Centrum van Campagnano di Roma
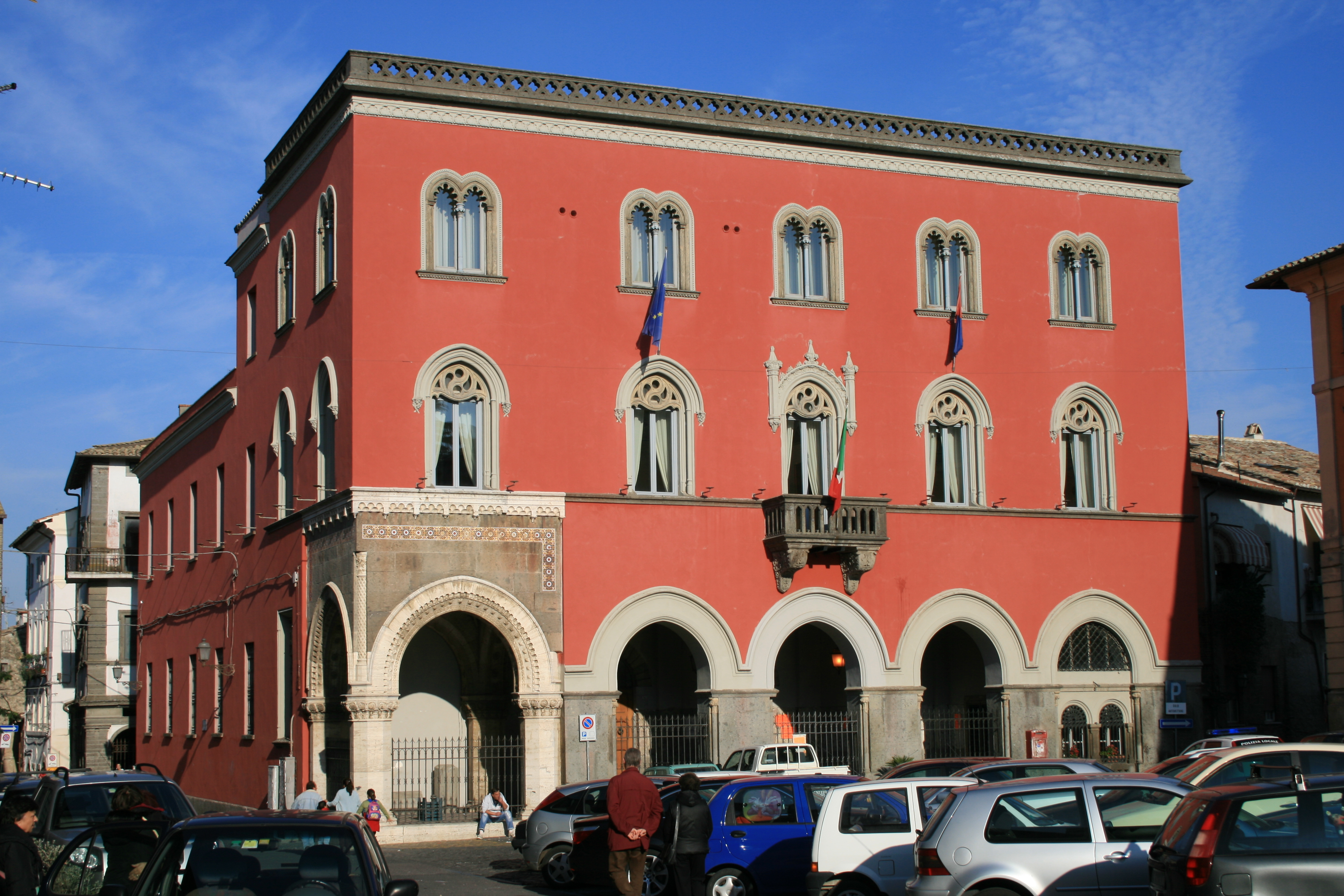
Gemeentehuis

## Demografie
Campagnano di Roma telt ongeveer 3620 huishoudens. Het aantal inwoners steeg in de periode 1991-2001 met 26,7% volgens cijfers uit de tienjaarlijkse volkstellingen van ISTAT.
| Jaar | Inwoneraantal |
| ---- | ------------- |
| 1991 | 6874          |
| 2001 | 8708          |

## Geografie
De gemeente ligt op ongeveer 270 m boven zeeniveau.
Campagnano di Roma grenst aan de volgende gemeenten: Anguillara Sabazia, Formello, Magliano Romano, Mazzano Romano, Nepi (VT), Rome, Sacrofano, Trevignano Romano.